# Kristen Nygaard
Kristen Nygaard (27 de agosto de 1926 - 10 de agosto de 2002) fue un político, matemático noruego y pionero de la informática. Nació en Oslo y murió de un infarto de miocardio en 2002.

## Biografía
Nygaard obtuvo su título de máster en matemáticas en la Universidad de Oslo en 1956. Su tesis sobre teoría de probabilidad abstracta se tituló «Theoretical Aspects of Montecarlo Methods» (Aspectos Teóricos de los Métodos de Montecarlo). Entre 1948 y 1960 Nygaard desarrolló diversas tareas en el Departamento de Defensa noruego, incluyendo labores investigadoras. Fue cofundador y primer presidente de la Sociedad Noruega de Investigaciones Operacionales (1959-1964). En 1960 fue contratado por el Centro Noruego de Computación (NCC, por sus siglas en inglés), como responsable para establecer el NCC como un importante instituto de investigación en los 60. Allí, junto con Ole-Johan Dahl, desarrolló los lenguajes SIMULA I (1961-1965) y SIMULA 67.
Trabajó para los sindicatos noruegos sobre planificación, control y procesamiento de datos, todo ello evaluado en función de los objetivos de la mano de obra organizada (1971-1973, junto con Olav Terje Bergo). Finalmente, también dedicó algo de esfuerzo al estudio del impacto social de las tecnologías de la computación, así como al lenguaje general de descripción de sistemas DELTA (1973-1975, junto con Erik Holbaek-Hanssen y Petter Haandlykken). Nygaard fue profesor en Aarhus, Dinamarca (1975-1976), para pasar a ser nombrado profesor emérito en Oslo (a tiempo parcial desde 1977, y a tiempo completo durante 1984-1996).

## Programación orientada a objetos
Kristen Nygaard es reconocido internacionalmente como co-inventor de la programación orientada a objetos y el lenguaje de programación Simula, junto con Ole-Johan Dahl en los años 1960. Las variantes del lenguaje fueron consideradas los primeros lenguajes de programación orientada a objetos, presentando los conceptos fundamentales en que la POO se basaría: objetos, clases, herencia, etc. Los sistemas informáticos que conforman los cimientos de la moderna sociedad de la información son unos de los objetos más complejos creados por la mente humana. Gracias, en parte, a los resultados de su investigación, es posible controlar tal complejidad.

## Reconocimientos
A lo largo de su carrera, Nygaard recibió multitud de galardones, entre los que destacan:
- En junio de 1990 recibió el doctorado honoris causa por la Universidad de Lund, Suecia, y en junio de 1991 fue la primera persona en hacer lo propio por la Universidad de Aalborg, Dinamarca.
- Miembro de la Academia Noruega de las Ciencias
- En febrero de 2001, de nuevo junto con Ole-Johan Dahl, recibió el Premio Turing de la Association for Computing Machinery (ACM), «por sus ideas fundamentales para el nacimiento de la programación orientada a objetos, mediante el diseño y desarrollo de los lenguajes de programación Simula I y Simula 67».
- En noviembre de 2002, recibió junto con Dahl la Medalla John von Neumann del IEEE «por la introducción de los conceptos subyacentes de la programación orientada a objetos, a través del diseño e implementación de SIMULA 67».

## Actividad política
Nygaard fue bastante activo en la política de Noruega. A mediados y finales de los años 60 fue miembro del comité ejecutivo nacional del partido liberal Venstre. Durante la intensa campaña electoral previa al referéndum de 1972 sobre la adhesión de Noruega a la Unión Europea, trabajó como coordinador de muchas organizaciones de jóvenes que apoyaron el rechazo.
De 1971 a 2001 Nygaard fue miembro del Partido Laborista Noruego, y participó en comités sobre política investigadora en dicho partido. En noviembre de 1988, lideró otro movimiento contrario a la integración europea de Noruega, llamado Nei til EU (literalmente, «No a la UE»), que diseminaba información sobre la relación de Noruega con el Mercado Común, y coordinando los esfuerzos para mantener a Noruega fuera de la unión. Nei til EU se convirtió en la mayor organización política del país (145 000 miembros en 1994, de entre una población de 4 millones). En el referéndum del 28 de noviembre de 1994, «Nei til EU» triunfó: un 52.2 % del electorado votó «No», con la mayor participación en unas elecciones en el país nórdico - 88.8 %. Además de rechazar la unión de Noruega con Europa, también formó parte, entre 1996 y 1997, de un movimiento europeo en contra del Tratado de Maastricht.
Pese a su frontal rechazo a la Unión Europea, y especialmente a la integración de Noruega en la organización, durante los años 80 fue presidente del comité de dirección del Cost-13 (un proyecto de investigación financiado por la Comisión del Mercado Común Europeo sobre las extensiones a los lenguajes de nicho que serían necesarias para cuando la inteligencia artificial y las tecnologías de la información formasen parte del mundo profesional.

## Familia
Kristen Nygaard se casó con Johanna Nygaard en 1951. Johanna Nygaard trabajaba en la Agencia Noruega de Ayuda a Países en Desarrollo. Estaba especializada en reclutar y dar apoyo administrativo a colaboradores en África Oriental. Johanna y Kristen tuvieron tres hijos y siete nietos.